# Prienai
Prienai  è il capoluogo dell'omonimo comune distrettuale, situato nella Lituania meridionale, sulle sponde del fiume Nemunas e si trova a 39 chilometri a sud di Kaunas.

## Storia
La prima menzione in un documento della città di Prienai risale al 1502, quando il Gran Duca di Lituania Alessandro Jagellone cedette la città al nobile Michail Glinskij. Nel 1609, la città ottenne il diritto di Magdeburgo; iniziò così un periodo di crescita che continuò per tutto il diciassettesimo e diciottesimo secolo.
Prima della seconda guerra mondiale anche Prienai venne occupata dalle forze sovietiche e durante la seconda guerra mondiale, la città subì l'occupazione nazista e Prienai perse la quasi totalità dei suoi abitanti. Molte persone emigrarono o furono espulse, mentre gli abitanti ebrei vennero uccisi dai nazisti. Il 27 agosto 1941, 1.078 ebrei di Prienai e delle aree limitrofe, vennero uccisi dalla Rollkommando Hamann, aiutati da parte della popolazione locale.

## Sport
Il K.K. Prienai è la squadra di pallacanestro della città. Fondata nel 1994, compete nella massima serie lituana dal 2009 e nella lega Baltica, di cui attualmente detiene il titolo. La città è anche il centro del paracadutismo in Lituania.

## Amministrazione

### Gemellaggi
Il comune di Prienai è parte Douzelage, un'associazione comprendente una città per ogni paese dell'Unione europea. Grazie a Douzelage, iniziativa partita nel 1991, si svolgono nel tempo eventi quali festival, mercati con prodotti provenienti da ciascuno degli altri Paesi e altro ancora.
| Agros (Cipro) - 2011 Altea (Spagna) - 1991 Bad Kötzting (Germania) - 1991 Bellagio (Italia) - 1991 Bundoran (Irlanda) - 1991 Chojna (Polonia) - 2004 Granville (Francia) - 1991 | Holstebro (Danimarca) - 1991 Houffalize (Belgio) - 1991 Judenburg (Austria) - 1999 Karkkila (Finlandia) - 1997 Kőszeg (Ungheria) - 2004 Marsascala (Malta) - 2009 Meerssen (Paesi Bassi) - 1991 | Niederanven (Lussemburgo) - 1991 Oxelösund (Svezia) - 1998 Prevesa (Grecia) - 1991 Rovigno (Croazia) - 2016 Sesimbra (Portogallo) - 1991 Sherborne (Regno Unito) - 1991 Sigulda (Lettonia) 2004 | Škofja Loka (Slovenia) - 2011 Siret (Romania) - 2010 Sušice (Repubblica Ceca) - 2004 Trjavna (Bulgaria) - 2011 Türi (Estonia) - 2004 Zvolen (Slovacchia) - 2007 |